# 大嘴黑口魚
大嘴黑口魚，為黑頭魚科的其中一種，為深海魚類，分布於大西洋及太平洋海域，深度1500-2300公尺，體長可達57.5公分，棲息在中層水域，生活習性不明。

## 扩展阅读
維基物種上的相關：大嘴黑口魚